# Yale—Cariboo
Pour les articles homonymes, voir Yale (homonymie) et Cariboo (homonymie).
Yale—Cariboo est une ancienne circonscription électorale fédérale de la Colombie-Britannique, représentée de 1896 à 1917.
La circonscription de Yale—Cariboo est créée en 1896 avec la fusion des circonscriptions de Yale et de Cariboo. Abolie en 1914, elle est redistribuée parmi Yale et Cariboo.

## Géographie
En 1896, la circonscription de Yale—Cariboo comprenait:
- Dans la région de Thompson: Savona et Kamloops
- Dans la région de Shuswap: Salmon Arm et Fakland
- Dans la région d'Okanagan: Vernon, Kelowna, Penticton, Osoyoos, Oliver, Enderby, Armstrong, Summerland, Coldstream et Cherryville
- Dans la région de Boundary: Greenwood, Grand Forks, Rock Creek et Midway

En 1903, une partie de la circonscription est transférée dans Kootenay.

## Députés
1. 1896-1900 — Hewitt Bostock, PLC
2. 1900-1904 — William A. Galliher, PLC
3. 1904-1908 — Duncan Ross, PLC
4. 1908-1917 — Martin Burrell, CON

- CON = Parti conservateur du Canada (ancien)
- PLC = Parti libéral du Canada